# IQ48
IQ48 — альтернативная группа из Минска, сочетающая в своем творчестве рок, фанк и рэп. Репертуар музыкального коллектива основан на авторских песнях на белорусском языке. Наиболее известны из них песни на слова Михала Анемподистова «Сьвятло ў цемры», «Схаванае сэрца», а также «Выйсьце» (с Александром Помидоровым) и «Таполі».

## История группы
Первоначально группа была создана осенью 2001 года как дуэта вокалиста Павла «Фрейда» Зыгмантовича и гитариста Евгения «Буззы» Бузовского. Далее к ним присоединился второй вокалист Александр «Эш» Раковец. В апреле 2003 года к коллективу присоединились бас-гитарист Константин Колесников, который ранее играл в группах «Леприконсы», «Žygimont Vaza», «Пару Рублей» и барабанщик Антон «Сатана» Мацулевич, ранее игравший в группе «Твар». Эта дата считается официальной датой основания группы.
Осенью 2003 года к коллективу присоединился саксофонист Иван Зуев. В начале 2004 года вокалист Павел Зыгмантович решил начать сольную карьеру и покинул группу. Позже он станет популярным семейным психологом. Также в 2004 году из группы ушел Иван Зуева, а его место занял Денис Деревянко («Meduza»).
В 2016 году Евгений Бузовский покинул группу.

## Дискография

### Альбомы
- Сорок восемь попугаев (2001)
- Вар’яты (2005)
- Героі! (2008)[5][6]
- Зрабі сам. Акустыка (2009)[7][8][9]
- HMR (2011)[10][11][12][13][14]
- Трымай свой час (2016)[15][16]

### Синглы
- Просты хлопец (2010)[17]
- Зброя (2016)[18]